# Antiphrisson alaschanicus
Antiphrisson alaschanicus là một loài ruồi trong họ Asilidae. Antiphrisson alaschanicus được Lehr miêu tả năm 1986. Loài này phân bố ở vùng Cổ Bắc giới.